# クサリヘビ科
クサリヘビ科（クサリヘビか、Viperidae）は、爬虫綱有鱗目に属する科。模式属はクサリヘビ属。特定動物。

## 分布
アフリカ大陸、北アメリカ大陸、南アメリカ大陸、ユーラシア大陸、インドネシア、日本

### 日本に分布する種
- ニホンマムシ
- ツシママムシ
- ヒメハブ
- サキシマハブ
- ハブ（ホンハブ、オキナワハブ、リュウキュウハブとも）
- トカラハブ
- タイワンハブ（外来種）

## 形態
最大種は最大全長365cmのブッシュマスターで、最小種は20cmほどのドワーフアダー。またヒガシダイヤガラガラヘビが最も重い毒蛇の記録を持っている。体型が太く、模様が網目模様の種が多いため、一見鎖のように見える。クサリヘビはこの斑紋に由来する。
本科の特徴としてまず挙げられるのが、三角形の大きな頭である。顎の筋肉が発達しえらが大きく張っており、発達した筋肉を用いて毒液を獲物に大量に注入することができる。次に挙げられる特徴が、毒牙の長さである。通常200cmぐらいの大型種では2cm前後あり、中にはガボンアダー（ガブーンヴァイパー）のように最大で5cm以上もある種もある。そのため牙が直立した状態では口を閉じることができないため、牙の根元から口の内部に折りたためるようになっている。口を大きく開くと、上顎骨が回転して牙が直立し、毒を獲物に撃ち込めるようになる。口を閉じると、毒牙は自動的に口内へ折りたたまれる。毒牙の中には管があり、毒液はこの管を通るため毒牙を相手に深く刺し込まなくても相手に毒液を確実に注入できる。

### 毒
本科の構成種は、殆どの種が出血毒という毒を持っている。これは強力な消化酵素で細胞組織のたんぱく質が分解され、獲物を消化するのに役立つ。噛まれた際の症状としては患部に激痛と腫れが起こり、痛みが徐々に全身に広がっていく。そして皮下や内臓、古傷からの出血、腎機能障害、吐き気、血便、血尿等が起こる。二次的な被害として血管がダメージを受けることにより、急激な低血圧等も起こる。治療には血清が必要であるため、噛まれたら一刻も早く救急搬送してもらう必要がある。性質上、神経を麻痺させる神経毒に比べると死亡率は高くないものの、後遺症は出血毒のほうが重篤化することもある。組織が壊死することにより、手足の切断に至るケースも少なくない。本科でも特に強毒を持つ種は、出血毒だけでなく神経毒も持つ。
出血毒は神経毒よりも獲物を動けなくするのに時間がかかるため、クサリヘビ科のヘビは毒液注入後に獲物を追跡する必要がある。クサリヘビは毒液に含まれる特定のタンパク質を介してこれを行うことができる。

## 生態
生息する環境は様々で、主に熱帯から亜熱帯に生息するが、温帯や亜寒帯に生息する種もいる。ヨーロッパクサリヘビのように、北緯60度にも分布する種もいる。また砂漠に適応した種もいる。
繁殖形態は卵生、卵胎生の種が共にいる。
後述のピット器官により、主に恒温動物(ネズミ、リス等の小型哺乳類や小型鳥類)を捕食する種が多いが、ヌママムシのようにカエルやトカゲ、魚類等の変温動物を主食とする種も存在する。

## 分類
全世界に生息する800-900種程の毒蛇のうち、約1/4を占める。大きく分類すると、マムシ亜科とクサリヘビ亜科に分けられる。マムシ亜科は眼と鼻の間に1対の赤外線感知器官（ピット器官）を持つ。分類・和名は田原(2020)を参考。

### コブラバイパー亜科　Azemiopinae
- コブラバイパー属　Azemiops
  - Azemiops feae　コブラバイパー（アゼミオプス[3]）

### ナイトアダー亜科　Causinae
- ナイトアダー属　Causus

### マムシ亜科　Crotalinae
- アメリカマムシ属　Agkistrodon
- ハネハブ属　Atropoides
- ヤシハブ属　Bothriechis
- ヒキズハブ属　Bothriopsis
- ヤジリハブ属　Bothrops
  - Bothrops asper　テルシオペロ[4]
  - Bothrops atrox　カイサカ
  - Bothrops jararaca　ハララカ
- マレーマムシ属　Calloselasma
  - Calloselasma rhodostoma　マレーマムシ（マライマムシとも）　Malayan pit viper
- オークハブ属　Cerrophidion
- ガラガラヘビ属　Crotalus
- ヒャッポダ属　Deinagkistrodon
  - Deinagkistrodon actus ヒャッポダ　Sharp-nosed viper
- キナバルヤマハブ属 Garthius
- マムシ属　Gloydius
  - Gloydius blomhoffii　ニホンマムシ
- セイロンマムシ属　Hypnale
- ブッシュマスター属　Lachesis
  - Lachesis muta　ブッシュマスター
- メキシコハブ属 Mixcoatlus
- ツノヤマハブ属　Ophryacus
  - Ophryacus undulatus　メキシコツノヤマハブ
- ヤマハブ属　Ovophis
  - Ovophis okinavensis　ヒメハブ
- ソリハナハブ属　Porthidium
- ハブ属　Protobothrops
  - Protobothrops elegans　サキシマハブ
  - Protobothrops flavoviridis　ハブ
  - Protobothrops mucrosquamatus　タイワンハブ
  - Protobothrops tokarensis　トカラハブ
- ヒメガラガラ属　Sistrurus
- アオハブ属 Trimeresurus
- ヨロイハブ属　Tropidolaemus

### クサリヘビ亜科　Viperinae
- ブッシュバイパー属　Atheris
- アフリカアダー属　Bitis
- スナクサリヘビ属　Cerastes
- ラッセルクサリヘビ属 Daboia（クサリヘビ属に含める説もあり）
  - Daboia russelii　ラッセルクサリヘビ　Russell's viper
- ノコギリヘビ属　Echis
- ハナビラヘビ属　Eristicophis
  - Eristicophis macmahoni ハナビラヘビ　McMahon's viper
- オオクサリヘビ属　Macrovipera
- マウンテンアダー属 Montatheris
- ヤマクサリヘビ属 Montivipera
- スワンプアダー属 Proatheris
- ツノメクサリヘビ属 Pseudocerastes
  - Pseudocerastes persicus　ツノメクサリヘビ　Persian horned viper
- クサリヘビ属 Vipera